# 松永拓朗
松永 拓朗（まつなが たくろう、1998年8月13日 - ）は、ジャパンラグビーリーグワン東芝ブレイブルーパス東京に所属するラグビーユニオン選手。

## プロフィール
- 大阪府出身[1]。
- ポジションはスタンドオフ (SO)、フルバック (FB)
- 身長: 172 cm、体重: 81 kg
- 弟の貫汰もラグビー選手[2](筑波大学→神戸S)。
- 関西学生代表に選ばれたことがある[3]。
- 日本代表キャップは5。（2025年7月5日現在）

## 略歴
2017年、大阪産大附属高校卒業後、天理大学に入る。
2021年、天理大学卒業後、東芝ブレイブルーパス (現・東芝ブレイブルーパス東京)に加入。同年4月4日にジャパンラグビートップリーグ第6節Honda HEAT戦に途中出場で公式戦初出場を果たす。2022年JAPAN RUGBY LEAGUE ONEの初陣となった東京サンゴリアス戦では15番 (フルバック)として先発に入った。同シーズン以後もリーグ登録上はスタンドオフながらも殆どの試合でフルバックとして出場している。
2024年10月、15人制日本代表に初選出され、10月26日リポビタンDチャレンジカップ2024ニュージーランド代表戦にて後半15分から交代出場し日本代表初キャップを獲得した。11月16日のウルグアイ戦ではスタンドオフで自身初の先発出場を果たした。

## 受賞歴
- リーグワン2024-25 DIVISION 1

ベストフィフティーン：FB